# SWR Aktuell Baden-Württemberg
SWR Aktuell Baden-Württemberg ist die Nachrichtensendung im baden-württembergischen Landesprogramm im SWR Fernsehen des Südwestrundfunks. Im Mittelpunkt stehen Nachrichten und Ereignisse aus Baden-Württemberg sowie Geschehnisse aus Deutschland und der Welt mit Bezug zum Bundesland.

## Inhalt
Die Ausgaben um 16:00 Uhr, 17:00 Uhr, 18:00 Uhr und 21:45 Uhr verstehen sich als klassische Fernsehnachrichten. Die Hauptausgabe, die Magazinsendung um 19:30 Uhr, setzt sich in ihrer Berichterstattung auch mit den Hintergründen der Ereignisse auseinander. Hier gibt es auch eine Doppelmoderation sowie Gespräche mit Reportern, Experten oder Politikern. Sitz der Redaktion ist im SWR-Funkhaus in Stuttgart. Aus den Regionen berichten die Reporter der SWR-Regionalstudios Freiburg, Friedrichshafen, Heilbronn, Karlsruhe, Mannheim, Stuttgart, Tübingen und Ulm.
Sonntags läuft die Sendung Dreiland aktuell, in der die Nachrichten aus dem Dreiländereck Südbaden, Elsass und der Schweiz gezeigt werden.
Jährlich in der parlamentarischen Sommerpause werden sogenannte Sommerinterviews mit den Spitzenpolitikern der im baden-württembergischen Landtag vertretenen Parteien durchgeführt.
Bis zum 31. März 2011 hieß die Sendung Baden-Württemberg aktuell, bis zum 5. Februar 2017 SWR Landesschau aktuell Baden-Württemberg.

## Sendezeiten
Die Sendezeiten von SWR Aktuell Baden-Württemberg an Werktagen sind:
- 16:00 Uhr – 16:05 Uhr
- 17:00 Uhr – 17:05 Uhr
- 18:00 Uhr – 18:15 Uhr
- 19:30 Uhr – 20:00 Uhr
- 21:45 Uhr – 22:00 Uhr

An Samstagen wird SWR Aktuell Baden-Württemberg zu folgenden Sendezeiten ausgestrahlt:
- 18:00 Uhr – 18:15 Uhr (mit Sport)
- 19:30 Uhr – 20:00 Uhr (mit Sport)
- 21:45 Uhr – 21:50 Uhr

Die Sendezeiten an Sonn- und Feiertagen lauten:
- 18:00 Uhr – 18:15 Uhr (mit Dreiland aktuell und Sport)
- 19:45 Uhr – 20:00 Uhr (mit Sport)

## Moderation
Die Hauptausgabe von SWR Aktuell Baden-Württemberg um 19:30 Uhr wird im Wechsel moderiert von Georg Bruder mit Co-Moderatorin Tatjana Geßler und Stephanie Haiber mit Co-Moderator Michael Saunders. Die Teams wechseln sich wöchentlich ab.
Der jeweils aktuelle Co-Moderator der Hauptausgabe führt außerdem durch die Sendung um 21:45 Uhr. Alle anderen Ausgaben von SWR Aktuell Baden-Württemberg (16 Uhr, 17 Uhr, 18 Uhr) werden von Diana Hörger, Florian Buchmaier, Sven Rex, Alev Seker oder den Moderatoren der Hauptausgabe präsentiert.

### Ehemalige Moderatoren
- Dieter Fritz[4]
- Christine Emmerich
- Jana Kübel
- Stefanie Germann
- Michael Matting

## Besonderheiten
Im Jahr 2016, unter den damaligen Titel der Nachrichtensendung Baden-Württemberg aktuell, wurde der Meteorologe Sven Plöger von Guido Cantz, Jana Kübel und Karsten Schwanke im Rahmen der Sendung Verstehen Sie Spaß? reingelegt.